# Alain Grenier
Pour les articles homonymes, voir Grenier (homonymie).
Alain Grenier, né à Alger le 16 novembre 1930 et mort le 11 septembre 2022 à Paris, est un diplomate français, ambassadeur de France.

## Formation
Alain Grenier est le fils du philosophe Jean Grenier,, qui a analysé l'œuvre d'Albert Camus. Licencié en droit de la Faculté de droit de Paris, il a étudié à l'Institut d'études politiques de Paris et est diplômé de l'École Nationale d'Administration. 

## Carrière diplomatique
Affecté à l'administration centrale en 1957, il est affecté à Rio de Janeiro l'année suivante.
De 1964 à 1968, il est conseiller commercial à l'ambassade à Damas et chef des services d'expansion économique en République arabe syrienne.
Il est nommé conseiller commercial à Rome puis conseiller technique au cabinet de  Philippe Malaud, secrétaire d'État à la Fonction publique, en 1968. De 1970 à 1972, il est conseiller des Affaires Etrangères à l'Administration centrale (coopération européenne)  puis conseiller technique au cabinet d'André Bettencourt, alors ministre délégué auprès du ministre des Affaires Étrangères, jusqu'en 1973.
Alain Grenier est consul général de France à Boston de 1974 à 1978, année de sa nomination en tant que directeur adjoint des Affaires Africaines et Malgaches.
En 1979, il devient membre du Conseil d'Administration d'Havas. 
Ministre plénipotentiaire, ministre-conseiller à l'ambassade de France à Londres de 1980 à 1985, il est ministre plénipotentiaire à l'administration centrale en 1986.
Du 14 janvier 1986 au 30 juin 1989, il est ambassadeur à Damas, puis, du 7 juillet 1989 au 27 mai 1992, il est ambassadeur à Tunis.
Il est ambassadeur au Portugal de 1992 à 1996, il négocie et signe en 1994 l'accord entre le gouvernement français et le gouvernement portugais en matière d'impôts sur les successions et sur les donations.

## Décorations
Il est fait officier de la Légion d'honneur en 1991 et élevé à la dignité d'ambassadeur de France en 1992. 
Il est promu commandeur de l'ordre national du Mérite en 1997.